# Babînîci, Narodîci
Babînîci (în ucraineană Бабиничі) este un sat în comuna Zakusîlî din raionul Narodîci, regiunea Jîtomîr, Ucraina.

## Demografie
Componența lingvistică a localității Babînîci
     Ucraineană (98,43%)
     Alte limbi (0,79%)
Conform recensământului din 2001, majoritatea populației localității Babînîci era vorbitoare de ucraineană (98,43%), existând în minoritate și vorbitori de alte limbi.